# 도부 철도 1800계 전동차

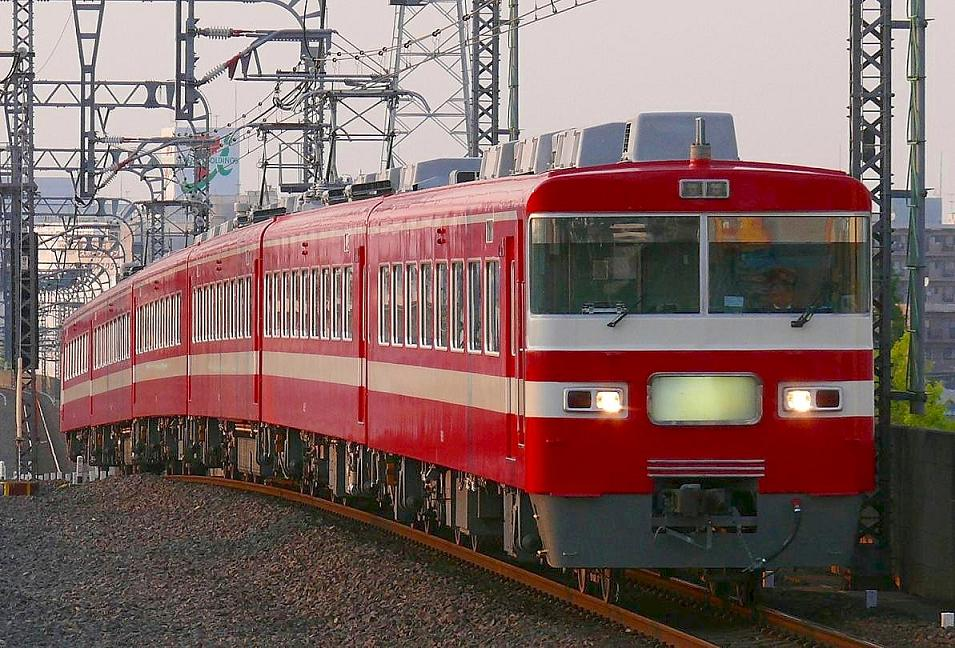
지금도 예비 차량으로 잔존하는
1800계 1819F
(2007년 5월 3일)

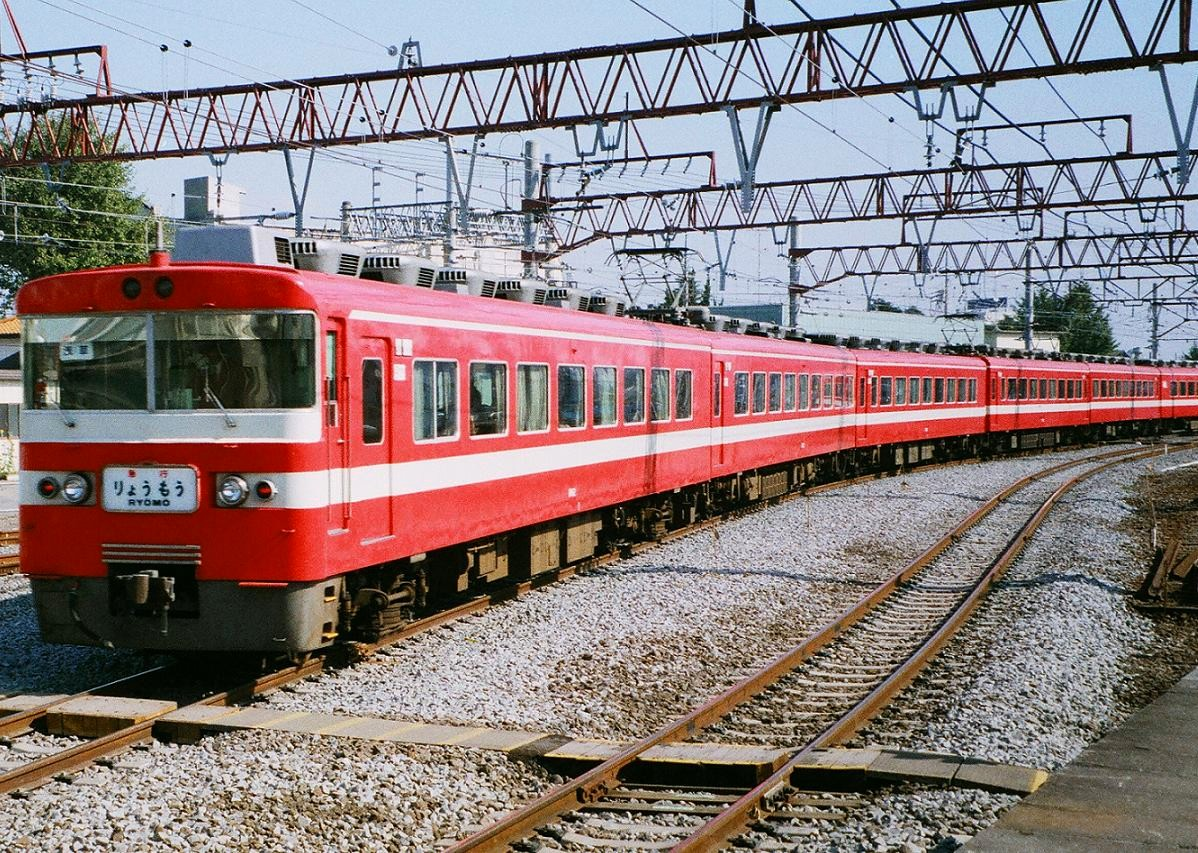
한때 "료모"으로 운행되고 있었다
1800계
(1997년 12월 19일)

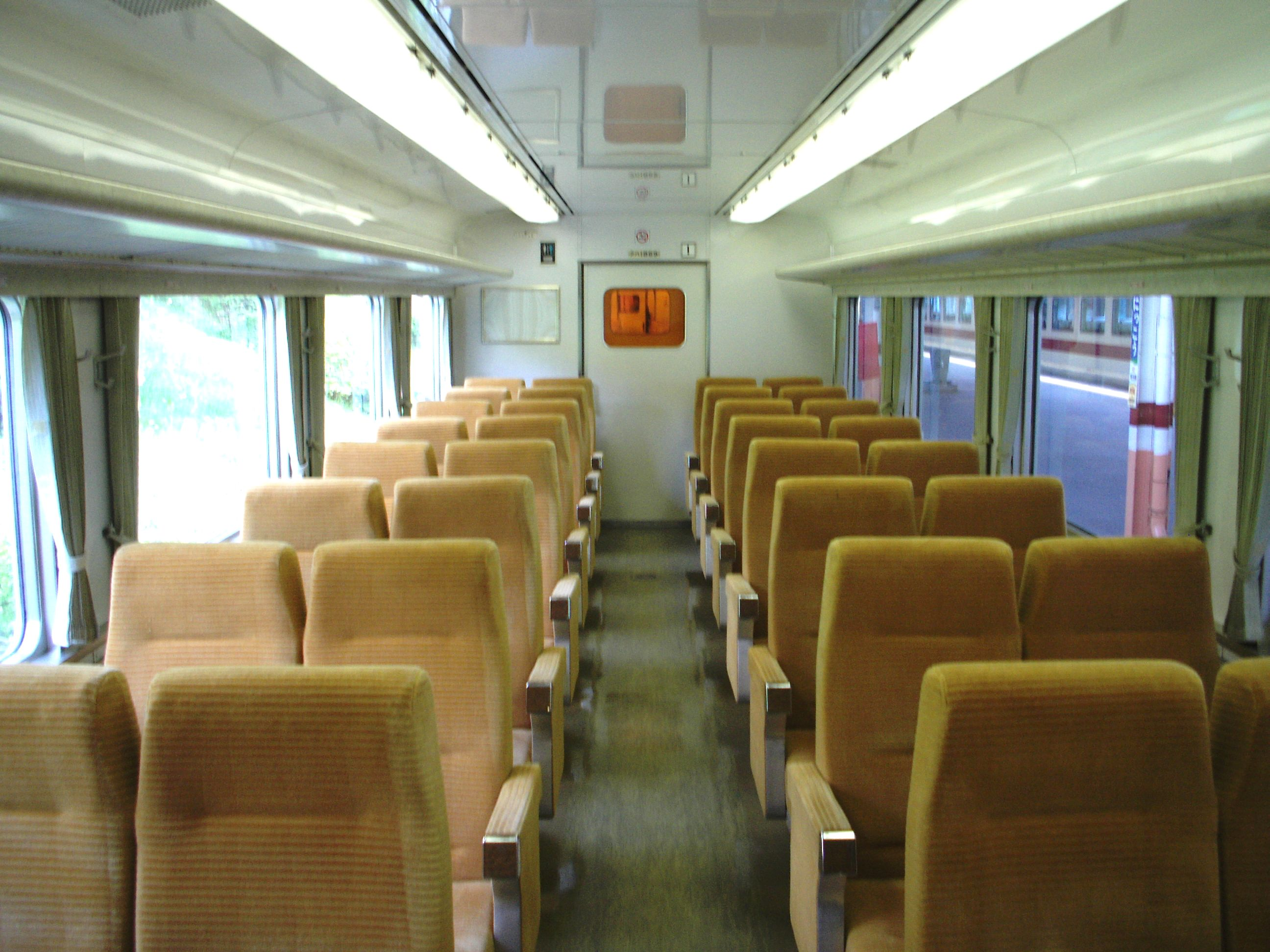
차내

도부 철도 1800계 전동차(일본어: 東武1800系電車)는 1969년 9월 20일에 영업 운전을 개시한 도부 철도의 급행 형 차량이다. 1969년(쇼와 44년)부터 1987년(쇼와 62년)에 걸쳐 생산되었다. 동력 성능은 8000계와 동일이다. 하부 교차형 집전 장치를 신칸센을 제외한 일본의 전동차 가운데 처음으로 채택하였다.
최고 속도는 105km/h이다.

## 형성
| 차량 번호 | 1    | 2    | 3    | 4    | 5    | 6    |
| --------- | ---- | ---- | ---- | ---- | ---- | ---- |
| 지정      | Tc   | M    | T    | M    | M    | Tc   |
| 번호      | 1860 | 1850 | 1840 | 1830 | 1820 | 1810 |